# Bosnisch-herzegowinischer Fußball-Cup 2007/08
Der bosnisch-herzegowinische Fußballpokal 2007/08 (in der Landessprache Kup Bosne i Hercegovine) wurde zum 14. Mal ausgespielt. Sieger wurde der HNK Zrinjski Mostar, der sich im Finale gegen den FK Sloboda Tuzla durchsetzte.
In der 1. Runde fand nur ein Spiel statt, ab dem Achtelfinale gab es in jeder Runde je ein Hin- und Rückspiel. War ein Elfmeterschießen nötig, geschah dies ohne vorherige Verlängerung. Der Sieger nahm an der 1. Qualifikationsrunde im UEFA-Pokal 2008/09 teil.

## Teilnehmende Vereine aus den Landesverbänden
| Föderation Bosnien und Herzegowina (22) | Republika Srpska (10) |
| --- | --- |
| - NK Bratstvo Gračanica - NK Brotnjo Čitluk - FK Budućnost Banovići - NK Čelik Zenica - NK Drinovci - FK Igman Konjic - NK Jedinstvo Bihać - NK Kolina Ustikolina - HNK Orašje - NK Podgrmeč Sanski Most - NK Posušje - FK Radnik Hadžići - FK Rudar Kakanj - FK Sarajevo - NK Široki Brijeg - FK Sloboda Tuzla - NK Travnik - NK Troglav Livno - FK Velež Mostar - FK Željezničar Sarajevo - NK Limorad Žepče - HNK Zrinjski Mostar | - FK Borac Banja Luka - FK Borac Šamac - FK Drina HE Višegrad - FK Leotar Trebinje - FK Laktaši - NK Ljubić Prnjavor - FK Modriča Maksima - FK Radnik Bijeljina - FK Slavija Sarajevo - FK Sloga Doboj |

## 1. Runde
Die Spiele fanden am 24. und 30. Oktober 2007 statt.
|                         | Ergebnis        |                         |
| ----------------------- | --------------- | ----------------------- |
| NK Čelik Zenica         | 3:0             | NK Jedinstvo Bihać      |
| NK Široki Brijeg        | 1:0             | NK Limorad Žepče        |
| FK Leotar Trebinje      | 4:1             | NK Drinovci             |
| FK Modriča Maksima      | 5:0             | NK Troglav Livno        |
| NK Posušje              | 5:0             | FK Radnik Bijeljina     |
| NK Travnik              | 2:1             | NK Ljubić Prnjavor      |
| FK Sloboda Tuzla        | 1:0             | FK Budućnost Banovići   |
| FK Borac Šamac          | 0:1             | FK Slavija Sarajevo     |
| FK Drina HE Višegrad    | 0:3             | HNK Zrinjski Mostar     |
| FK Igman Konjic         | 1:2             | FK Velež Mostar         |
| FK Željezničar Sarajevo | 5:0             | NK Kolina Ustikolina    |
| HNK Orašje              | 2:0             | NK Podgrmeč Sanski Most |
| FK Radnik Hadžići       | 1:5             | FK Sarajevo             |
| NK Brotnjo Čitluk       | 5:0             | FK Sloga Doboj          |
| NK Bratstvo Gračanica   | 2:2 (6:5 i. E.) | FK Rudar Kakanj         |
| FK Borac Banja Luka     | 0:2             | FK Laktaši              |

## Achtelfinale
Die Hinspiele fanden am 7. November 2007 statt, die Rückspiele am 27. und 28. November 2007.
|                       | Gesamt          |                         | Hinspiel | Rückspiel |
| --------------------- | --------------- | ----------------------- | -------- | --------- |
| NK Travnik            | 1:2             | FK Leotar Trebinje      | 0:0      | 1:2       |
| FK Modriča Maksima    | 5:6             | FK Željezničar Sarajevo | 3:3      | 2:3       |
| FK Slavija Sarajevo   | 2:4             | HNK Zrinjski Mostar     | 2:3      | 0:1       |
| FK Sarajevo           | 2:2 (7:6 i. E.) | HNK Orašje              | 1:1      | 1:1       |
| NK Posušje            | 4:0             | NK Čelik Zenica         | 2:0      | 2:0       |
| HNK Orašje            | 1:5             | FK Sloboda Tuzla        | 0:0      | 1:5       |
| NK Brotnjo Čitluk     | 3:6             | FK Laktaši              | 2:2      | 1:4       |
| NK Bratstvo Gračanica | 1:4             | NK Široki Brijeg        | 0:1      | 1:3       |

## Viertelfinale
Die Hinspiele fanden am 5. und 12. März 2008 statt, die Rückspiele am 19. März 2008.
|                         | Gesamt          |                    | Hinspiel | Rückspiel |
| ----------------------- | --------------- | ------------------ | -------- | --------- |
| FK Sloboda Tuzla        | 6:2             | FK Leotar Trebinje | 6:1      | 0:1       |
| HNK Zrinjski Mostar     | 1:1 (3:2 i. E.) | NK Široki Brijeg   | 1:0      | 0:1       |
| NK Posušje              | 4:1             | FK Laktaši         | 1:0      | 3:1       |
| FK Željezničar Sarajevo | (a)5:5(a)       | FK Sarajevo        | 3:1      | 2:4       |

## Halbfinale
Die Hinspiele fanden am 9. April 2008 statt, die Rückspiele am 23. April 2008.
|                         | Gesamt |                  | Hinspiel | Rückspiel |
| ----------------------- | ------ | ---------------- | -------- | --------- |
| FK Željezničar Sarajevo | 1:2    | FK Sloboda Tuzla | 1:1      | 0:1       |
| HNK Zrinjski Mostar     | 6:0    | NK Posušje       | 4:0      | 2:0       |

## Finale

### Hinspiel
| Paarung             | FK Sloboda Tuzla – HNK Zrinjski Mostar |
| Ergebnis            | 2:1 (1:0) |
| Datum               | 14. Mai 2008 um 20:15 Uhr |
| Stadion             | Stadion Tušanj, Tuzla |
| Zuschauer           | 5.000 |
| Schiedsrichter      | Dragan Skakić |
| Tore                | 1:0 Said Husejinović (14.) 1:1 Staniša Nikolić (65.) 2:1 Emir Kasapović (90., Foulelfmeter) |
| FK Sloboda Tuzla    | Bojan Jović – Nikola Mikelini, Adnan Jahić, Ilija Prodanović, Kenan Čejvanović – Muhamed Omić, Tarik Okanović (66. Admir Brđanović), Mario Lamešić (85. Samir Kuduzović), Adnan Osmanhodžić (51. Emir Kasapović) – Said Husejinović, Damir Tosunović Cheftrainer: Sakib Malkočević |
| HNK Zrinjski Mostar | Romeo Mitrović – Ivica Džidić, Staniša Nikolić, Davor Landeka, Matija Matko (90. Boško Peraica) – Vernes Selimović (54. Sulejman Smajić), Mario Ivanković, Toni Pezo, Mladen Žižović – Alvin Karadža, Velibor Đurić Cheftrainer: Dragan Jović                                      |
| Gelbe Karten        | Said Husejinović, Muhamed Omić – Romeo Mitrović, Sulejman Smajić, Mladen Žižović |

### Rückspiel
| Paarung             | HNK Zrinjski Mostar – FK Sloboda Tuzla |
| Ergebnis            | 2:1 (1:0) |
| Datum               | 4. Juni 2008 um 20:15 Uhr |
| Stadion             | Stadion pod Bijelim Brijegom, Mostar |
| Zuschauer           | 6.000 |
| Schiedsrichter      | Rusmir Mrković |
| Tore                | 1:0 Ivica Džidić (30.) 1:1 Damir Tosunović (47.) 2:1 Davor Landeka (66.) Elfmeterschießen: 1:0 Mario Ivanković 1:1 Adnan Osmanhodžić 2:1 Velibor Đurić Damir Tosunović 3:1 Mladen Žižović Said Husejinović 4:1 Davor Landeka                                                     |
| HNK Zrinjski Mostar | Romeo Mitrović – Ivica Džidić (84. Toni Šunjić), Staniša Nikolić, Davor Landeka, Matija Matko – Vernes Selimović (53. Sulejman Smajić), Mario Ivanković, Toni Pezo (55. Boško Peraica), Mladen Žižović – Alvin Karadža, Velibor Đurić Cheftrainer: Dragan Jović                  |
| FK Sloboda Tuzla    | Bojan Jović – Ilija Prodanović, Nikola Mikelini, Kenan Čejvanović, Ivica Babić (90. Admir Brđanović) – Tarik Okanović (80. Adnan Osmanhodžić), Muamer Zoletić, Adnan Jahić, Emir Kasapović (57. Mario Lamešić) – Damir Tosunović, Said Husejinović Cheftrainer: Sakib Malkočević |
| Gelbe Karten        | Ivica Džidić, Velibor Đurić – Said Husejinović, Muamer Zoletić, Ivica Babić, Nikola Mikelini, Ilija Prodanović |